# Mihovljan (Čakovec)
Mihovljan is een plaats in de gemeente Čakovec in de Kroatische provincie Međimurje. De plaats telt 1235 inwoners (2001).